# مقاطعة سومي
مقاطعة سومي (الأوكرانية:Сумська область) هي مقاطعة تقع في شمال شرق أوكرانيا، المركز الإداري لها هو مدينة سومي.

## الجغرافيا
تقع مقاطعة سومي في الجزء الشمالي الشرقي لأوكرانيا، يحدها شمالا بريانسك (روسيا)، وجنوبا كل من خاركيف وبولتافا في الجنوب الغربي، كما يحدها شرقا كورسك (روسيا)، وغربا تشرنيهيف، تقدر مساحتها ب 23,834 كم²، حوالي 3.94٪ من المساحة الإجمالية لأوكرانيا.